# 埃及王 (電影)
《埃及王》（英語：The Egyptian）是一部由二十世紀福斯出品的1954年美國史詩劇情片，以宽银幕电影镜头攝製，Deluxe Entertainment配色。影片由米高·寇蒂斯執導，達里爾·札努克監製，菲利普·鄧恩和凱西·羅賓森創作的劇本是改編自米卡·瓦爾塔里發表於1945年的小說《埃及人辛紐耶》。片中主要角色由愛門·普頓、貝拉·黛薇、珍·西蒙絲、域陀·米曹、珍·泰妮、彼德·烏斯汀諾夫和米高·韋定出演。擔任電影攝影的利昂·夏羅伊獲得1955年的奧斯卡金像獎提名。

## 主要角色
- 愛門·普頓（英语：Edmund Purdom） 飾 辛紐耶
- 域陀·米曹 飾 哈倫海布
- 珍·西蒙絲 飾 摩莉
- 貝拉·黛薇（英语：Bella Darvi） 飾 奈芙
- 珍·泰妮 飾 貝姬塔頓
- 米高·韋定（英语：Michael Wilding (actor)） 飾 埃赫那頓
- 彼德·烏斯汀諾夫 飾 卡浦達
- 尊·卡拉甸（英语：John Carradine） 飾 盜墓者

## 外部連結
- 互联网电影数据库（IMDb）上《埃及王》的资料（英文）
- AllMovie上《埃及王》的资料（英文）
- TCM电影资料库上《埃及王》的资料（英文）
- 美国电影学会目录上的《埃及王》（英文）
- 香港外語電影資料網上《埃及王 （页面存档备份，存于）》的資料 （繁體中文）
- YesAsia上《埃及王》的香港版DVD資料 （繁體中文）
- 博客來上《埃及王 （页面存档备份，存于）》的臺灣版DVD資料 （繁體中文）